# Muhammad Iqbal

Iqbal roku 1934

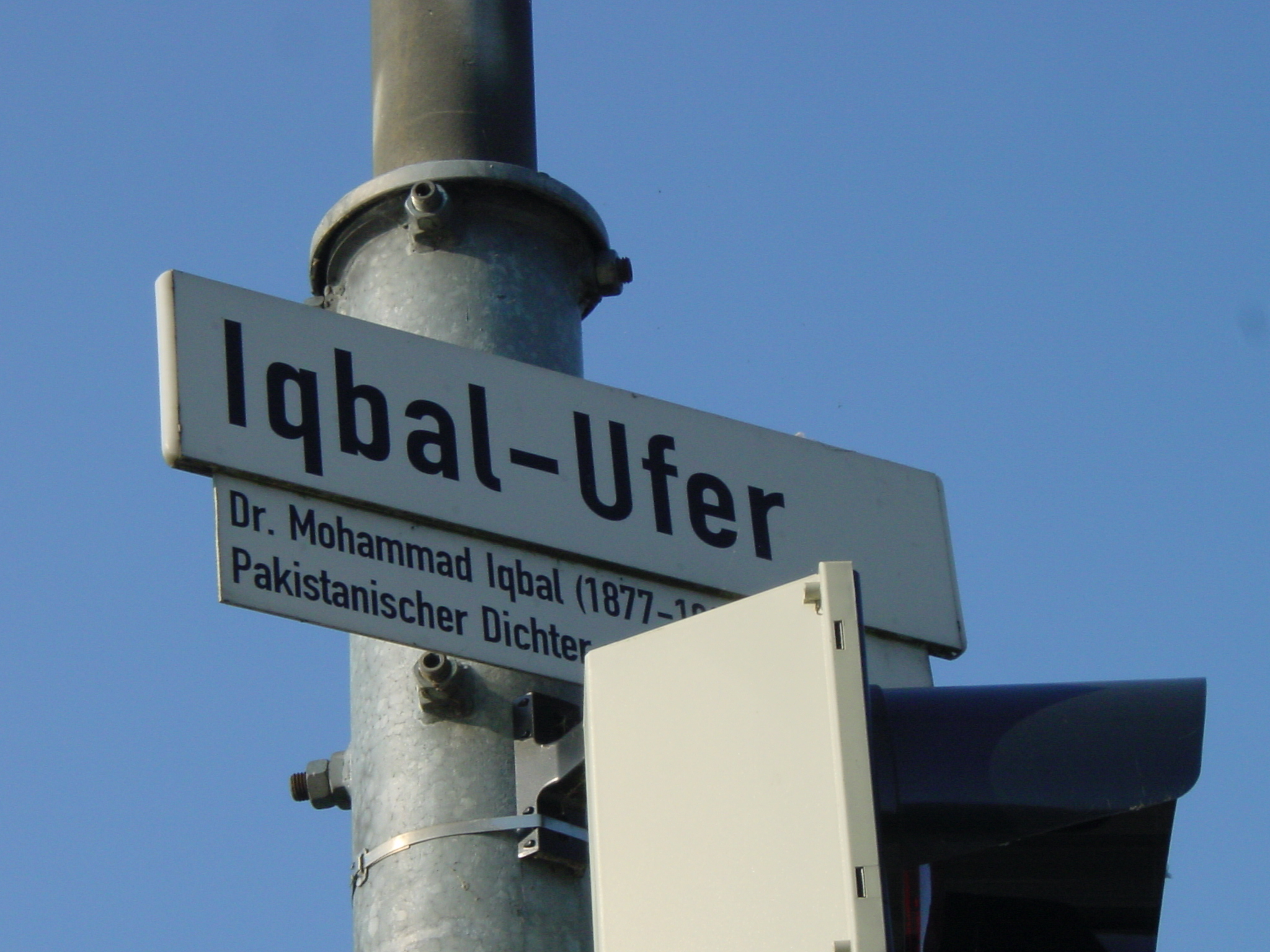
Jeho jméno nese i ulice v německém Heidelbergu

Muhammad Iqbal (9. listopadu 1877 – 21. dubna 1938) byl indický básník, filozof a politik muslimského vyznání.
Inspiroval vznik pákistánského hnutí a rozdělení Indie na dva národy – muslimský a hinduistický. Psal svá díla v urdštině a perštině. Je považován za klasika národní literatury v Pákistánu, Íránu i Indii. V Pákistánu získal titul „národní básník“ a den jeho narození je státním svátkem. Vystudoval umění na Trinity college v Cambridge a na Mnichovské univerzitě. Silně ho zde ovlivnilo dílo Friedricha Nietzscheho, Henri Bergsona a Johanna Wolfganga Goetha. Z orientálních zdrojů ho ovlivnil súfismus a především učení Džaláleddína Balchí Rúmího.

### Próza
- Ilm ul Iqtisad (1903)

### Poezie v perštině
- Asrar-i-Khudi (1915)
- Rumuz-i-Bekhudi (1917)
- Payam-i-Mashriq (1923)
- Zabur-i-Ajam (1927)
- Javid Nama (1932)
- Pas Cheh Bayed Kard ai Aqwam-e-Sharq (1936)
- Armughan-e-Hijaz (1938)

### Poezie v urdštině
- Bang-i-Dara (1924)
- Bal-i-Jibril (1935)
- Zarb-i Kalim (1936)

### Teoretické knihy v angličtině
- The Development of Metaphysics in Persia (1908)
- The Reconstruction of Religious Thought in Islam (1930)

### České překlady
- IKBÁL, Muhammad. Poselství z východu: [Pajám-e mašrik]. Přeložil Jan Marek, přebásnil Kamil Bednář. Praha: ČSAV, 1960. 45 s.
- IKBÁL, Muhammad. Hlas karavanního zvonku. Vyd. 1. Přeložil Jan Marek, přebásnil Václav Daněk. Praha: Odeon, 1977. 152 s.
- IQBAL, Mohammed. Rekonstrukce náboženského myšlení v islámu. Do češtiny přeložil Filip Hajný. 1st ed. Lahore: Iqbal Academy Pakistan, 2003. 176 s. ISBN 969-416-301-3.